# Världsmästerskapsrekord i friidrott
Denna artikel innehåller en lista över mästerskapsrekord för världsmästerskapen i friidrott. 

## Aktuella grenar
Resultat markerade i fet stil gäller även som världsrekord.
| Gren              | Mästerskapsrekord, herrar | Rekordinnehavare                                                                               | Plats, Datum           | Mästerskapsrekord, damer | Rekordinnehavare                                                               | Plats, Datum                    |
| ----------------- | ------------------------- | ---------------------------------------------------------------------------------------------- | ---------------------- | ------------------------ | ------------------------------------------------------------------------------ | ------------------------------- |
| 100 meter         | 9,58                      | Usain Bolt Jamaica                                                                             | Berlin 2009-08-16      | 10,65                    | Sha'Carri Richardson USA                                                       | Budapest 2023-08-21             |
| 200 meter         | 19,19                     | Usain Bolt Jamaica                                                                             | Berlin 2009-08-20      | 21,45                    | Shericka Jackson Jamaica                                                       | Eugene 2022-07-21               |
| 400 meter         | 43,18                     | Michael Johnson USA                                                                            | Sevilla 1999-08-26     | 47,99                    | Jarmila Kratochvílová Tjeckoslovakien                                          | Helsingfors 1983-08-10          |
| 800 meter         | 1.42,34                   | Donavan Brazier USA                                                                            | Doha 2019-10-01        | 1.54,68                  | Jarmila Kratochvílová Tjeckoslovakien                                          | Helsingfors 1983-08-09          |
| 1500 meter        | 3.27,65                   | Hicham El Guerrouj Marocko                                                                     | Sevilla 1999-08-24     | 3.51,95                  | Sifan Hassan Nederländerna                                                     | Doha 2019-10-05                 |
| 5000 meter        | 12.52,79                  | Eliud Kipchoge Kenya                                                                           | Saint-Denis 2003-08-31 | 14.26,72                 | Hellen Obiri Kenya                                                             | Doha 2019-10-05                 |
| 10000 meter       | 26.46,31                  | Kenenisa Bekele Etiopien                                                                       | Berlin 2009-08-17      | 30.04,18                 | Berhane Adere Etiopien                                                         | Saint-Denis 2003-08-23          |
| 3000 meter hinder | 8.00,43                   | Ezekiel Kemboi Kenya                                                                           | Berlin 2009-08-18      | 8.53,02                  | Norah Jeruto Kazakstan                                                         | Eugene 2022-07-20               |
| 100 meter häck    |                           |                                                                                                |                        | 12,12                    | Tobi Amusan Nigeria                                                            | Eugene 2022-07-24               |
| 110 meter häck    | 12,91                     | Colin Jackson Storbritannien                                                                   | Stuttgart 1993-08-20   |                          |                                                                                |                                 |
| 400 meter häck    | 46,29                     | Alison dos Santos Brasilien                                                                    | Eugene 2022-07-19      | 50,68                    | Sydney McLaughlin USA                                                          | Eugene 2022-07-22               |
| Höjdhopp          | 2,41                      | Bohdan Bondarenko Ukraina                                                                      | Moskva 2013-08-15      | 2,09                     | Stefka Kostadinova Bulgarien                                                   | Rom 1987-08-30                  |
| Stavhopp          | 6,21                      | Armand Duplantis Sverige                                                                       | Eugene 2022-07-24      | 5,01                     | Jelena Isinbajeva Ryssland                                                     | Helsingfors 2005-08-12          |
| Längdhopp         | 8,95                      | Mike Powell USA                                                                                | Tokyo 1991-08-30       | 7,36                     | Jackie Joyner-Kersee USA                                                       | Rom 1987-09-04                  |
| Trestegshopp      | 18,29                     | Jonathan Edwards Storbritannien                                                                | Göteborg 1995-08-07    | 15,50                    | Inessa Kravets Ukraina                                                         | Göteborg 1995-08-10             |
| Kulstötning       | 23,51                     | Ryan Crouser USA                                                                               | Budapest 2023-08-19    | 21,24                    | Natalja Lisovskaja Sovjetunionen Valerie Adams Nya Zeeland                     | Rom 1987-09-05 Daegu 2011-08-29 |
| Diskuskastning    | 71,46                     | Daniel Ståhl Sverige                                                                           | Budapest 2023-08-21    | 71,62                    | Martina Hellmann DDR                                                           | Rom 1987-08-31                  |
| Släggkastning     | 83,63                     | Ivan Tsichan Vitryssland                                                                       | Osaka 2007-08-27       | 80,85                    | Anita Włodarczyk Polen                                                         | Peking 2015-08-27               |
| Spjutkastning     | 92,80                     | Jan Zelezný Tjeckiska republiken                                                               | Edmonton 2001-08-12    | 71,99                    | Maria Abakumova Ryssland                                                       | Daegu 2011-09-02                |
| Sjukamp           |                           |                                                                                                |                        | 7128 p                   | Jackie Joyner-Kersee USA                                                       | Rom 1987-09-01                  |
| Tiokamp           | 9045 p                    | Ashton Eaton USA                                                                               | Peking 2015-08-29      |                          |                                                                                |                                 |
| 20 km gång        | 1:17.21                   | Jefferson Pérez Ecuador                                                                        | Saint-Denis 2003-08-23 | 1:25.41                  | Olimpiada Ivanova Ryssland                                                     | Helsingfors 2005-08-07          |
| 35 km gång        | 2:23.14                   | Massimo Stano Italien                                                                          | Eugene 2022-07-24      | 2:38.40                  | María Pérez Spanien                                                            | Budapest 2023-08-24             |
| Maraton           | 2:05.36                   | Tamirat Tola Etiopien                                                                          | Eugene 2022-07-17      | 2:18.11                  | Gotytom Gebreslase Etiopien                                                    | Eugene 2022-07-18               |
| 4 x 100 meter     | 37,04                     | Jamaica Nesta Carter Michael Frater Yohan Blake Usain Bolt                                     | Daegu 2011-09-04       | 41,03                    | USA Tamari Davis Twanisha Terry Gabrielle Thomas Sha'Carri Richardson          | Budapest 2023-08-26             |
| 4 x 400 meter     | 2.54,29                   | USA Andrew Valmon Quincy Watts Harry Reynolds Michael Johnson                                  | Stuttgart 1993-08-22   | 3.16,71                  | USA Gwen Torrence Maicel Malone-Wallace Natasha Kaiser-Brown Jearl Miles-Clark | Stuttgart 1993-08-22            |
| Mixad stafett     |                           |                                                                                                |                        |                          |                                                                                |                                 |
| 4 x 400 meter     | 3.08,80                   | USA Justin Robinson (44,47) Rosey Effiong (50,38) Matthew Boling (45,13) Alexis Holmes (48,82) | Budapest 2023-08-19    |                          |                                                                                |                                 |

## Tidigare grenar
Mästerskapsrekord för tidigare grenar som inte längre är med i tävlingsprogramet för världsmästerskapet i friidrott.
| Gren                                            | Mästerskapsrekord, herrar | Rekordinnehavare       | Plats, Datum      | Mästerskapsrekord, damer | Rekordinnehavare              | Plats, Datum         |
| ----------------------------------------------- | ------------------------- | ---------------------- | ----------------- | ------------------------ | ----------------------------- | -------------------- |
| 3000 meter (damer 1980–1993)                    |                           |                        |                   | 8.28,71                  | Yunxia Qu Folkrepubliken Kina | Stuttgart 1993-08-16 |
| 10 000 m gång (bana) (damer 1997)               |                           |                        |                   | 42.55,49                 | Annarita Sidoti Italien       | Aten 1997-08-07      |
| 10 km gång (damer 1987–1995)                    |                           |                        |                   | 42.13                    | Irina Stankina Ryssland       | Göteborg 1995-08-07  |
| 50 km gång (herrar 1976–2019) (damer 2017–2019) | 3:33.12                   | Yohann Diniz Frankrike | London 2017-08-13 | 4:05.56                  | Inês Henriques Portugal       | London 2017-08-13    |

3000 meter löptes av damer till och med världsmästerskapen 1993 i Stuttgart, därefter löper de, precis som herrarna, 5000 meter. 10 kilometer/10 000 meter gång för damer ersattes av 20 kilometer 1999. 50 kilometer gång ersattes av 35 kilometer för både herrar och damer 2022.

## Antalet nuvarande rekord per mästerskap
- Helsingfors 1983: 2
- Rom 1987: 5
- Tokyo 1991: 1
- Stuttgart 1993: 4
- Göteborg 1995: 3
- Aten 1997: 1
- Sevilla 1999: 2
- Edmonton 2001: 1
- Saint-Denis (Paris) 2003: 3
- Helsingfors 2005: 2
- Osaka 2007: 1
- Berlin 2009: 4
- Daegu 2011: 3
- Moskva 2013: 1
- Peking 2015: 2
- London 2017: 2
- Doha 2019: 3
- Eugene 2022: 9
- Budapest 2023: 6